# Дле яман
«Дле яман» (арм. Դլե յաման) или «Ле-ле яман» (арм. Լե-լե յաման), «Егник» (арм. Եղնիկ — «Лань») — армянская народная песня о трагической любви, в настоящее время ассоциирующаяся с геноцидом армян. Песня исполняется от лица одного из влюблённых (так как в армянском языке нет категории грамматического рода, неизвестно, о ком именно идёт речь; это обстоятельство делает её пригодной для исполнения и мужчинами, и женщинами).

## История
Песня «Ле-ле яман» впервые записана Комитасом во время его путешествия по Армении. Ему принадлежит аранжировка песни для фортепиано.
Впоследствии стала одной из самых известных армянских народных песен. Её исполняли певицы Лусине Закарян, Флора Мартиросян, Нуне Есаян, Изабель Байрайдарян, Элен Сегара, Зара, певец Патрик Фьори, а также музыкант Дживан Гаспарян, мастер игры на дудуке. Песня часто исполняется под аккомпанемент дудука.

## В культуре
В исполнении Сони Нигогосян (меццо-сопрано) и Левона Минасяна (дудук) песня звучит в фильме «Майрик» (1991), посвящённом геноциду армян.